# Río Bazavluk
El río Bazavluk (en ucraniano: Базавлук) es un río, afluente por la derecha del río Dniéper, que fluye a través de Ucrania. Tiene una longitud de 157 km y una cuenca hidrográfica de 4.200 km².
Tiene poca profundidad y se seca con frecuencia.